# Saccharomycetales
Saccharomycetales är en ordning i riket svampar som består av jäst som fortplantar sig via knoppning.